# 中粮科技
中粮生物科技股份有限公司（英語：Cofco Biotechnology Co.,Ltd.；深交所：000930，简称：中粮科技），是中国深圳证券交易所的一家上市公司，隶属于中粮集团有限公司，主营业务包括燃料乙醇、食用酒精、淀粉、淀粉糖、柠檬酸、味精及其副产品的生产与销售。

## 历史
公司原名安徽丰原生物化学股份有限公司，成立于1998年，系由安徽丰原集团有限公司（原蚌埠柠檬酸厂）作为主要发起人，与蚌埠市建设投资公司、蚌埠热电厂、安徽省固镇化工总厂、蚌埠市供水总公司共同发起设立的股份有限公司。1999年7月12日在深圳证券交易所挂牌上市。2006年丰原集团将其持有的大部分股份转让给中粮集团有限公司，中粮集团成为公司第一大股东。2011年，公司名称由“安徽丰原生物化学股份有限公司”变更为“中粮生物化学（安徽）股份有限公司”，证券简称由“丰原生化”变更为“中粮生化”。2019年9月，公司名称更为现名。
2022年，公司实现营业收入199.18亿元，同比下降15.45%；实现净利润10.61亿元，同比下降6.07%。